# Neînfricații
Neînfricații este o coproducție franco - română, comanda a Televiziunei Române de 5 episoade de 51 minute în anul 1969. Se inaugura noul sediu al Televiziunei și trecerea la culoare . Deci acest serial s-a turnat pe pelicula Kodak color 16 mm. și echipele tehnice au provenit de la Studiourile Cinematografice de la Buftea . Pelicula și procesarea ei și post producția cădea în sarcina coproducătorului francez , Laboratorul VITFER de la Paris . Regizorul a fost Iulian Mihu , care și-a făcut echipa de colaboratori din afara Televiziunii. La Imagine Intorsureanu și Fischer , scenografi Radu și Miruna Boruzescu , actori consacrați ca Toma Caragiu , Gina Patrichi , Eliza Petrachescu , Ovidiu Schumacher , și foarte mulți neprofesioniști . Scenariul era făcut de Eugen Barbu . Din cauza situației speciale ( pelicula pleacă la Paris pentru developaj ) nimeni din cenzorii oficiali nu au văzut un metru de peliculă decât la vizionarea primelor episoade de către comisia condusă de Dumitru "Dumnezeu" Popescu . Rezultatul final al acestei interpretări libere de tipul Monty Python , a "seriosului" subiect , conceput de scenarist , ca o parte din epopeea națională a filmelor istorice din acel timp , a fost interzicerea acestui film , darea afară a președintelui televiziunii Dan Grigorescu și față de coproducătorul francez un abandon al negativelor peliculei . Prin anii 1974 producătorul executiv francez , Claude Vernick , a tăiat negativele și a combinat cu bucăți din filmele cu haiduci ale lui Dinu Cocea . S-au transmis pe canalul FR3 , mini serii care s-au numit LA REVOLTE DES HAIDOUKS . Au apărut și casete VHS cu această compilație .În România acest film extrem de avangardist pentru perioada de control și cenzură , în care s-a realizat , a fost total abandonat .